# Molophilus (Molophilus) williamsi
Molophilus (Molophilus) williamsi is een tweevleugelige uit de familie steltmuggen (Limoniidae). De soort komt voor in het Australaziatisch gebied.